# 科爾什利夫
49°39′44″N 25°5′52″E / 49.66222°N 25.09778°E
科爾什利夫（羅馬化：Korshyliv）是烏克蘭的村落，位於該國西部捷爾諾波爾州，由捷尔诺波尔区負責管轄，處於西斯特雷帕河畔，距離扎魯佳2公里，始建於1494年，面積0.86平方公里，2001年人口259。